# Каллоза
Каллоза  — растительный  полисахарид, который состоит  из остатков глюкозы, соединенных через β-1,3-связи, и относится к β-гликанам. Каллоза производится в клеточной стенке с помощью каллозо-синтазы и разлагается  β-1,3-глюканазами. Она выстилает плазмодесмы, клеточные пластинки во время цитокинеза и во время развития пыльцы. Также она производится  в ответ на ранение, инфицирование патогенами, алюминий и абсцизовую кислоту. Отложения каллозы встречаются на ситовидных пластинках флоэмы в конце вегетационного периода. Её количество увеличивается, ситовидные трубки закупориваются и перестают функционировать. Каллоза также образуется вокруг развивающихся мейоцитов и тетрад полового размножения покрытосемянных растений, но она не найдена в связанных апомиктических таксонах. Каллозное отложение  в клеточной стенке было предложено в качестве раннего маркера для прямого соматического эмбриогенеза кортикальных  и эпидермальных клеток гибридов Cichorium.